# Орловский, Алексей Николаевич
Алексей Николаевич Орловский (1821, Прилуки — 1856, Москва) — русский анатом и физиолог. Учитель И. М. Сеченова.

## Биография
Алексей Орловский родился 12 февраля 1821 года в городе Прилуки Полтавской губернии в семье священника Нарвского гусарского полка. Получил образование в Московском Перервинском, в Могилёвском и в Московском Высоко-Петровском духовных училищах, в Московской Заиконоспасской Семинарии. В 1845 году окончил медицинский факультет Московского университета. Был оставлен в Московском университете ассистентом и помощником прозектора на кафедре сравнительной анатомии. С 1849 года также работал на кафедре физиологии. В 1848 году принимал участие в борьбе с холерой в Коломне. С 1855 года — член физико-медицинского общества при Московском университете. В 1850 году был назначен ординатором в больницу для чернорабочих. С 1853 года руководил практическими занятиями среди студентов 3-го и 4-го курсов Московского университета. Среди его учеников были вспоминавший о нём в автобиографических записках И. М. Сеченов и его однокурсник С. П. Боткин.
Орловский изготовил более 1000 препаратов для кабинета анатомии профессора И. Т. Глебова. Издал как переводчик два пособия по анатомии: «Описательную анатомию человеческого тела: Кн. 2» И. Клоке (М., 1843; пер. с франц.) и «Краткое начертание топографической анатомии» Г.Л. Зегера (М., 1845; пер. с нем.). В сферу его научных интересов входила  физиология нервной регуляции сердечной деятельности, трофическое влияние нервной системы, обезболивание и переливанию крови. Проводил опыты над живым сердцем, над узловатой нервной системой и над ритмическими движениями сердца. В терапевтической клинике Московского университета успешно провёл 4 операции по переливанию крови в вену холерным больным.
Жил в Москве в Большом Афанасьевском переулке, 22. Скончался 22 ноября 1856 года. Похоронен на Ваганьковском кладбище; могила утрачена.